# Tageszeitungen der DDR
Die Tageszeitungen waren ein wichtiger Bestandteil der Medien in der DDR.

## Geschichte

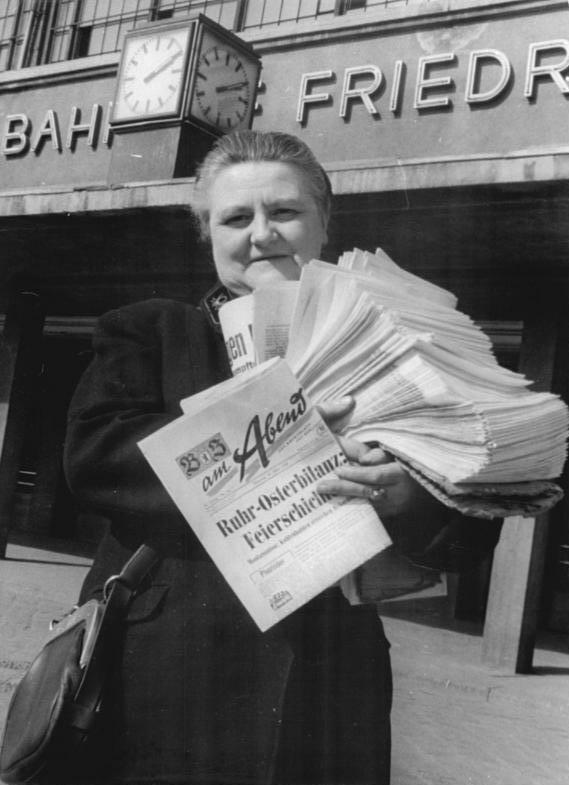
Zeitungsverkäuferin in Berlin, Friedrichstraße

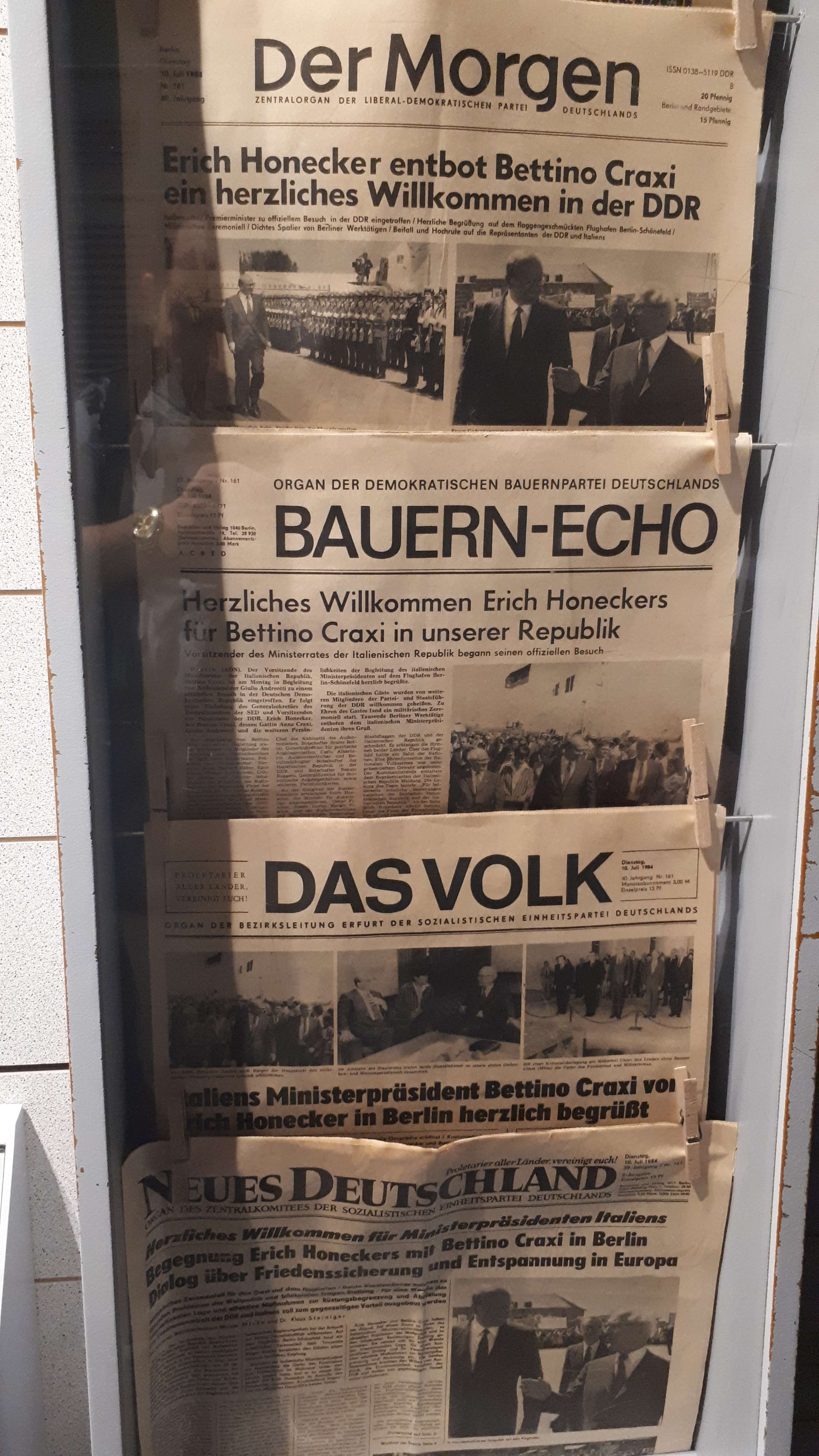
Tageszeitungen 1984

Am 15. Mai 1945 erschien die Tägliche Rundschau als erste Tageszeitung in der Sowjetischen Besatzungszone (SBZ). Es folgten Parteizeitungen für die neu gegründeten KPD, SPD, CDU und LDPD. Im Dezember 1945 erschien der Nacht-Express als erste formal unabhängige Zeitung. Es folgten einige weitere solcher Zeitungen. Seit April 1946 gab es SED-Zeitungen für die fünf Länder, seit 1947 Zeitungen für die Massenorganisationen FDGB, FDJ und DTSB.
1953 war die Bildung der Tageszeitungslandschaft in der DDR weitgehend abgeschlossen, nachdem die SED für die 14 neuen Bezirke jeweils eine eigene Tageszeitung gegründet hatte. Die unabhängigen Zeitungen wurden bis 1953 eingestellt.
Seit 1975 gab es insgesamt 39 Tageszeitungen. Diese Strukturen blieben bis 1989 bestehen.
Die politischen Inhalte der Zeitungen waren streng vorgegeben. Dagegen gab es im Kultur-, Sport-, Regional- und Unterhaltungsteil einen gewissen inhaltlichen Freiraum, der von den Zeitungen genutzt und von den Lesern geschätzt wurde.
1990 entstanden einige neue Tageszeitungen mit regionaler Reichweite. Die meisten von ihnen verschwanden bald wieder, während 21 der älteren bis in die Gegenwart bestehen (ND, Junge Welt, 15 SED-Bezirkszeitungen, 3 Blockpartei-Zeitungen, Berliner Kurier).

## Überregionale Zeitungen
In der DDR erschienen acht überregionale Tageszeitungen. Die wichtigste war das Neue Deutschland als Zentralorgan der SED.
| Überregionale Tageszeitungen | Überregionale Tageszeitungen | Überregionale Tageszeitungen          | Überregionale Tageszeitungen | Überregionale Tageszeitungen                                            | Überregionale Tageszeitungen |
| Titel                        | Herausgeber                  | Erscheinungsjahre                     | Bild                         | Bemerkungen                                                             | Satzspiegel (1969)           |
| ---------------------------- | ---------------------------- | ------------------------------------- | ---------------------------- | ----------------------------------------------------------------------- | ---------------------------- |
| Neues Deutschland            | SED                          | seit 23. April 1946;                  |                              | aus Deutsche Volkszeitung (KPD) und Das Volk, (SPD)                     | 376 × 540 mm                 |
| Neue Zeit                    | CDU                          | 22. Juli 1945 bis 5. Juli 1994        |                              |                                                                         | 329 × 458 mm                 |
| Der Morgen                   | LDPD                         | 3. August 1945 bis 11. Juni 1991      |                              |                                                                         | 329 × 458 mm                 |
| Tribüne                      | FDGB                         | 1. Januar 1947 bis 24. September 1991 |                              | davor Freie Gewerkschaft seit 9. Oktober 1945                           | 282 × 417 mm                 |
| Junge Welt                   | FDJ                          | seit 12. Februar 1947                 |                              | Jugendzeitung, auflagenstärkste Zeitung der DDR 1989 1,3 Mio. Exemplare | 282 × 417 mm                 |
| Deutsches Sportecho          | DTSB                         | 5. Mai 1947 bis 3. April 1991         |                              | Sportzeitung                                                            | 282 × 417 mm                 |
| National-Zeitung             | NDPD                         | 22. März 1948 bis 30. Juni 1990       |                              |                                                                         | 283 × 415 mm                 |
| Bauernecho                   | DBD                          | 18. Juli 1948 bis 31. Juli 1992       |                              | ab 1. August 1990 als Deutsches Landblatt                               | 329 × 458 mm                 |

## Bezirkszeitungen der SED
Die SED gab in jedem Bezirk jeweils eine Tageszeitung heraus. Diese erschienen mit Lokalteilen (meist eine Seite) für insgesamt 218 Land- und Stadtkreise. Sie waren die auflagenstärksten und meistgelesenen Regionalzeitungen in der DDR. Alle bestehen bis in die Gegenwart, teilweise mit neuen Namen.
| SED-Bezirkszeitungen    | SED-Bezirkszeitungen   | SED-Bezirkszeitungen | SED-Bezirkszeitungen                                                          | SED-Bezirkszeitungen |
| Titel                   | Verbreitungsgebiet     | Erscheinungszeit     | Bemerkungen                                                                   | Satzspiegel 1969     |
| ----------------------- | ---------------------- | -------------------- | ----------------------------------------------------------------------------- | -------------------- |
| Berliner Zeitung        | Berlin                 | seit 21. Mai 1945    | erste deutsche Tageszeitung nach Kriegsende                                   | 329 × 458 mm         |
| Ostsee-Zeitung          | Bezirk Rostock         | seit 15. August 1952 |                                                                               | 329 × 458 mm         |
| Schweriner Volkszeitung | Bezirk Schwerin        | seit 10. April 1946  | aus Volkszeitung (KPD) und Volksstimme (SPD)                                  | 329 × 458 mm         |
| Freie Erde              | Bezirk Neubrandenburg  | seit 15. August 1952 | seit 1. April 1990 als Nordkurier                                             | 282 × 406 mm         |
| Volksstimme             | Bezirk Magdeburg       | seit August 1947     | seit 2. Januar 1992 unter regionalisierten Titeln wie Magdeburger Volksstimme | 329 × 458 mm         |
| Freiheit                | Bezirk Halle           | seit April 1946      | seit 17. März 1990 unter dem Titel Mitteldeutsche Zeitung                     | 329 × 458 mm         |
| Neuer Tag               | Bezirk Frankfurt/Oder  | seit 15. August 1952 | seit 17. März 1990 unter dem Titel Märkische Oderzeitung                      | 329 × 458 mm         |
| Märkische Volksstimme   | Bezirk Potsdam         | seit 20. April 1946  | seit 3. Oktober 1990 unter dem Titel Märkische Allgemeine                     | 329 × 458 mm         |
| Lausitzer Rundschau     | Bezirk Cottbus         | seit 20. Mai 1946    |                                                                               | 329 × 458 mm         |
| Das Volk                | Bezirk Erfurt          | seit 9. April 1946   | seit 13. Januar 1990 als Thüringer Allgemeine                                 | 329 × 458 mm         |
| Freies Wort             | Bezirk Suhl            | seit 15. August 1952 | bis 8. März 1956 als Das Freie Wort                                           | 282 × 431 mm         |
| Volkswacht              | Bezirk Gera            | seit 15. August 1952 | seit 1. Juli 1991 als Ostthüringer Zeitung                                    | 329 × 458 mm         |
| Leipziger Volkszeitung  | Bezirk Leipzig         | seit 19. Mai 1946    |                                                                               | 329 × 458 mm         |
| Freie Presse            | Bezirk Karl-Marx-Stadt | seit 20. Mai 1946    |                                                                               | 329 × 458 mm         |
| Sächsische Zeitung      | Bezirk Dresden         | seit April 1946      | aus Sächsischer Volkszeitung (KPD) und Volksstimme (SPD)                      | 329 × 458 mm         |

## Regionalzeitungen der Blockparteien
Es gab insgesamt 14 Regionalzeitungen der Blockparteien CDU, LDPD und NDPD, jeweils für mehrere Bezirke.
| Regionale Tageszeitungen der Blockparteien | Regionale Tageszeitungen der Blockparteien | Regionale Tageszeitungen der Blockparteien | Regionale Tageszeitungen der Blockparteien | Regionale Tageszeitungen der Blockparteien                                        |
| Titel                                      | Herausgeber                                | Verbreitungsgebiet                         | Erscheinungsjahre                          | Bemerkungen                                                                       |
| ------------------------------------------ | ------------------------------------------ | ------------------------------------------ | ------------------------------------------ | --------------------------------------------------------------------------------- |
| Der Demokrat                               | CDU                                        | Bezirke Rostock, Schwerin, Neubrandenburg  | 15. Dezember 1945 bis 31. Mai 1991         |                                                                                   |
| Der Neue Weg                               | CDU                                        | Bezirke Halle, Magdeburg                   | 1. Januar 1946 bis 31. Januar 1992         |                                                                                   |
| Märkische Union                            | CDU                                        | Bezirke Potsdam, Frankfurt/Oder, Cottbus   | 3. Februar 1948 bis 28. Februar 1990       |                                                                                   |
| Thüringer Tageblatt                        | CDU                                        | Bezirke Erfurt, Suhl, Gera                 | 1. Mai 1946 bis 31. Januar 1992            |                                                                                   |
| Die Union                                  | CDU                                        | Bezirke Leipzig, Karl-Marx-Stadt, Dresden  | 5. Januar 1946 bis 1. Dezember 1991        |                                                                                   |
| Norddeutsche Zeitung                       | LDPD                                       | Bezirke Rostock, Schwerin, Neubrandenburg  | 4. März 1946 bis 31. August 1991           |                                                                                   |
| Liberal-Demokratische Zeitung              | LDPD                                       | Bezirke Magdeburg, Halle                   | 18. Dezember 1945 bis 30. Juni 1990        |                                                                                   |
| Thüringische Landeszeitung                 | LDPD                                       | Bezirke Erfurt, Suhl, Gera                 | seit 15. September 1945                    | besteht als einzige Tageszeitung, die nicht der SED gehörte, selbstständig weiter |
| Sächsisches Tageblatt                      | LDPD                                       | Bezirke Leipzig, Karl-Marx-Stadt, Dresden  | 16. Februar 1946 bis 31. Juli 1990         |                                                                                   |
| Norddeutsche Neueste Nachrichten           | NDPD                                       | Bezirke Rostock, Schwerin, Neubrandenburg  | seit 16. Februar 1953                      | jetzt Regionalteil der Schweriner Volkszeitung                                    |
| Mitteldeutsche Neueste Nachrichten         | NDPD                                       | Bezirke Leipzig, Halle, Magdeburg          | 14. Juli 1952 bis 1. Juli 1990             |                                                                                   |
| Brandenburgische Neueste Nachrichten       | NDPD                                       | Bezirke Potsdam, Frankfurt/Oder, Cottbus   | 1. Mai 1951 bis 12. Juli 1991              |                                                                                   |
| Thüringer Neueste Nachrichten              | NDPD                                       | Bezirke Erfurt, Suhl, Gera                 | 30. April 1951 bis 12. Mai 1990            |                                                                                   |
| Sächsische Neueste Nachrichten             | NDPD                                       | Bezirke Dresden, Karl-Marx-Stadt           | seit 15. April 1952                        | seit 1./2. September 1990 unter dem Titel Dresdner Neueste Nachrichten            |

## Weitere Zeitungen

### Weitere bestehende Tageszeitungen bis 1990
Es gab drei weitere täglich erscheinende Publikationen in der DDR bis 1990.
| Weitere Tageszeitungen bis 1990 | Weitere Tageszeitungen bis 1990 | Weitere Tageszeitungen bis 1990 | Weitere Tageszeitungen bis 1990    | Weitere Tageszeitungen bis 1990                                                                  | Weitere Tageszeitungen bis 1990 |
| Titel                           | Herausgeber                     | Verbreitungsgebiet              | Erscheinungszeit                   | Bemerkungen                                                                                      | Satzspiegel 1969                |
| ------------------------------- | ------------------------------- | ------------------------------- | ---------------------------------- | ------------------------------------------------------------------------------------------------ | ------------------------------- |
| BZ am Abend                     | SED Berlin                      | Berlin und Umland               | seit 15. Juli 1949                 | Einzige Straßenverkaufszeitung der DDR, mit 200.000 Exemplaren (1988); seit 1990 Berliner Kurier | 282 × 417 mm                    |
| Nowa doba                       | Domowina                        | Lausitz                         | 6. Juli 1947 bis 22. Dezember 1990 | Sorbische Zeitung, danach als Serbske Nowiny fortgeführt                                         | 280 × 410 mm                    |
| Täglicher Wetterbericht         | Meteorologischer Dienst der DDR | DDR                             | 1947 bis 1990                      | einzige nicht politische tägliche Publikation, mit täglicher Wetterkarte                         |                                 |

### Weitere Tageszeitungen 1945 bis 1975
Seit 1945 gab es 21 weitere Tageszeitungen, die in den nächsten Jahren wieder eingestellt wurden.
Diese waren vor allem Zeitungen der KPD und SPD sowie sechs formal unabhängige Zeitungen.
| Weitere Tageszeitungen bis 1975      | Weitere Tageszeitungen bis 1975                         | Weitere Tageszeitungen bis 1975          | Weitere Tageszeitungen bis 1975 | Weitere Tageszeitungen bis 1975                                                               |
| Titel                                | Herausgeber                                             | Erscheinungszeitraum                     | Verbreitungsgebiet              | Bemerkungen                                                                                   |
| ------------------------------------ | ------------------------------------------------------- | ---------------------------------------- | ------------------------------- | --------------------------------------------------------------------------------------------- |
| Tägliche Rundschau                   | Sowjetische Militäradministration in Deutschland (SMAD) | 15. Mai 1945 bis 30. Juni 1955           | SBZ/DDR                         | erste Zeitung in der SBZ                                                                      |
| Deutsche Volkszeitung                | KPD                                                     | 13. Juni 1945 bis April 1946             | Berlin/SBZ                      | danach Neues Deutschland                                                                      |
| Thüringer Volkszeitung               | KPD                                                     | 3. Juli 1945 bis April 1946              | Thüringen                       |                                                                                               |
| Das Volk                             | SPD                                                     | 7. Juli 1945 bis April 1946              | Berlin/SBZ                      | danach Neues Deutschland (und Vorwärts?)                                                      |
| Volkszeitung/Sächsische Volkszeitung | KPD                                                     | 10. Juli 1945 bis April 1946             | Sachsen                         | dann Sächsische Zeitung (SED)                                                                 |
| Volkszeitung                         | KPD                                                     | 13. Juli 1945 bis April 1946             | Mecklenburg-Vorpommern          | dann Landes-Zeitung, seit 1952 Schweriner Volkszeitung                                        |
| Volkszeitung                         | KPD                                                     | 25. Juli 1945 bis April 1946             | Provinz Sachsen                 | dann zur Freiheit                                                                             |
| Volksblatt                           | SPD                                                     | 6. September 1945 bis 30. April 1946     | Provinz Sachsen                 | dann zur Freiheit                                                                             |
| Volksstimme                          | SPD                                                     | 10. September 1945 bis April 1946        | Mecklenburg-Vorpommern          | dann zur Landes-Zeitung, seit 1952 Schweriner Volkszeitung                                    |
| Volksstimme                          | SPD                                                     | 11. September 1945 bis April 1946        | Sachsen                         | dann zur Sächsischen Zeitung                                                                  |
| Volksstimme                          | SPD, SED                                                | 11. September 1945 bis 31. Dezember 1962 | Bezirk Chemnitz/Karl-Marx-Stadt | anfangs Regionalausgabe, seit 1946 eigenständige Zeitung der SED, seit 1963 zur Freien Presse |
| Tribüne                              | SPD                                                     | 15. September 1945 bis April 1946        | Thüringen                       |                                                                                               |
| Volkswille                           | KPD                                                     | 15. September 1945 bis April 1946        | Brandenburg                     |                                                                                               |
| Der Märker                           | SPD                                                     | 20. Oktober 1945 bis April 1946          | Brandenburg                     |                                                                                               |
| Nacht-Express                        | Expreß-Verlag Berlin                                    | 7. Dezember 1945 bis 30. April 1953      | Berlin                          | erste formal unabhängige Zeitungsgründung, Abendzeitung                                       |
| Abendpost                            | Verlag Abendpost GmbH                                   | März 1946 bis 31. März 1951              | Weimar                          | unabhängige Zeitung                                                                           |
| Leipziger Zeitung                    | Magistrat der Stadt Leipzig, SED                        | 7. Mai 1946 bis 1948                     | Leipzig                         | redaktionell weitgehend eigenständige Zeitung                                                 |
| Tagespost                            |                                                         | Juli 1946 bis 1951                       | Potsdam                         | unabhängige Zeitung                                                                           |
| Altenburger Nachrichten              | Stadtverwaltung Altenburg                               | 2. August 1946 bis 1950                  | Altenburg                       | unabhängige Zeitung                                                                           |
| Berlin am Mittag                     | Ewald Mendel                                            | 1947 bis 1948                            | Berlin                          | unabhängige Zeitung                                                                           |
| Abendzeitung (Azet)                  | SED                                                     | 1. März 1965 bis 30. September 1975      | Bezirke Leipzig, Halle          | zweite Abendzeitung der DDR                                                                   |

### Neue Tageszeitungen 1990
1990 wurden einige neue regionale Tageszeitungen gegründet, von denen nur wenige überlebten.
| Neue Tageszeitungen 1990       | Neue Tageszeitungen 1990 | Neue Tageszeitungen 1990          | Neue Tageszeitungen 1990 |
| Titel                          | Zeit                     | Region                            | Bemerkungen              |
| ------------------------------ | ------------------------ | --------------------------------- | ------------------------ |
| Altmark Zeitung                | seit 1990                | Altmark                           |                          |
| Ascherslebener Allgemeine      | 1990–1992                | Aschersleben                      |                          |
| Magdeburger Allgemeine         | 1990–1991                | Magdeburg                         |                          |
| Mecklenburgische Volks-Zeitung | 1990                     | Rostock                           |                          |
| Oranienburger Generalanzeiger  | seit 1990                | Oranienburg                       |                          |
| Quedlinburger Zeitung          | 1990–1992                | Quedlinburg                       |                          |
| Südthüringer Zeitung           | seit 1990                | Eisenach, Meiningen, Schmalkalden |                          |
| Wernigeröder Allgemeine        | 1990–                    | Wernigerode                       |                          |

### Ausländische Tageszeitungen
In der DDR waren die Tageszeitungen kommunistischer Parteien aus den RGW-Staaten und aus westlichen Ländern erhältlich, teilweise nur im reglementierten Abonnement. (Auswahl)
| Ausländische Tageszeitungen | Ausländische Tageszeitungen | Ausländische Tageszeitungen | Ausländische Tageszeitungen                                |
| Titel                       | Partei                      | Zeit                        | Bemerkungen                                                |
| --------------------------- | --------------------------- | --------------------------- | ---------------------------------------------------------- |
| Prawda                      | KPdSU                       |                             | frei zu kaufen                                             |
| Iswestija                   | KPdSU                       |                             | frei zu kaufen                                             |
| Komsomolskaja Prawda        | Jugendverband Komsomol      |                             | frei zu kaufen                                             |
| Freundschaft                | KP Kasachstans              | 1966–1990                   | deutschsprachige Zeitung für Sowjetdeutsche, im Abonnement |
| Trybuna Ludu                | Polnische VAP               |                             |                                                            |
| Rudé právo                  | KPČ                         |                             |                                                            |
| Unsere Zeit                 | DKP                         |                             | nur im beschränkten Abonnement                             |
| Die Wahrheit                | SED Westberlin/SEW          |                             | nur im beschränkten Abonnement                             |
| Volksstimme                 | KPÖ                         |                             | im Besitz einer DDR-Firma                                  |
| L’Humanité                  | Französische KP             |                             |                                                            |
| Morning Star                | KP Großbritanniens          |                             |                                                            |